# 秩父重隆
秩父 重隆（ちちぶ しげたか）は、平安時代後期の武将、武蔵国の在庁官人。秩父重綱の次男。河越氏の祖。

## 略歴
重綱の次男であったが、秩父氏の家督を継いで「武蔵国留守所総検校職」（むさしのくにるすどころそうけんぎょうしき）にあり、武蔵国で最大の勢力を有していた。隣国の藤姓足利氏や新田氏と利根川を挟んで抗争を繰り返しており、また家督を継がなかった兄重弘の長男・畠山重能並び父・重綱の後妻との間でも、家督を巡って対立していた。仁平3年（1153年）夏、河内源氏の御曹司・源義賢を娘婿として武蔵国比企郡大蔵館に迎え、周囲の勢力に対抗する。
重隆と義賢が結んで関東での勢力拡大の動きを見せると、これに対抗する義賢の兄・源義朝は上洛した自身に代わって長男・義平を鎌倉に派遣しており、重隆と対抗する勢力の新田氏、畠山氏はいずれも義朝、義平父子の勢力と結んでいた。また義平の乳母が重能と一緒に重隆との家督争いをしている、重綱の後妻（つまり重隆の継母）であるという関係だった。久寿2年（1155年）8月16日、大蔵館を襲撃した義平により重隆と義賢は滅ぼされた（大蔵合戦）。
留守所総検校職は孫の河越重頼に継承された。